# Konståret 1876

## Händelser

### Okänt datum
- Världsutställningen i Philadelphia, USA
- Museum für Kunst und Gewerbe Hamburg invigs.
- Museum of Fine Arts, Boston invigs.

## Priser
- Prix de Rome, skulptur: Alfred-Désiré Lanson – Jason enlevant la toison d'or.

## Verk

Auguste Renoirs verk Le Bal au Moulin de la Galette färdigställs år 1876. Tavlan finns nu i Musée d'Orsays samlingar.

- Edward Mitchell Bannister – Under the Oaks.
- Albert Fitch Bellows – Sunday in Devonshire.
- Gustave Caillebotte – Le pont de l'Europe.
- Edgar Degas – Absinten.
- Édouard Manet – Portrait de Stéphane Mallarmé (Musée d'Orsay, Paris).
- Claude Monet – Le Jardin (Hermitage Museum, Sankt Petersburg).
- Auguste Renoir – Le Bal au Moulin de la Galette (Musée d'Orsay, Paris).
- Auguste Renoir – La Balançoire.

## Födda
- 7 januari
  - Anna Sahlström (död 1956), svensk konstnär.
  - David Wallin (död 1957), svensk konstnär.
- 29 januari – Jacob Ängman (död 1942), svensk formgivare och konsthantverkare.
- 8 februari – Paula Modersohn-Becker (död 1907), tysk målare.
- 19 februari – Constantin Brâncuși (död 1957), rumänsk skulptör.
- 4 mars – Ásgrímur Jónsson (död 1958), isländsk konstnär.
- 5 april – Maurice de Vlaminck (död 1958), fransk målare.
- 8 maj – Ludvig Karsten (död 1926), norsk målare.
- 11 april – Paul Henry (död 1958), irländsk målare.
- 22 juni – Madeleine Vionnet (död 1975), fransk stylist.
- 17 juli – Melvin Ormond Hammond (död 1934), kanadensisk fotograf.
- 23 augusti – Agnes Cleve-Jonand (död 1951), svensk bildkonstnär.
- 19 september – Hiroshi Yoshida (död 1950), japansk målare och träsnittsmakare.
- 21 september
  - Mathias Taube (död 1934), svensk konstnär och skådespelare.
  - Julio González (död 1942), spansk skulptör.
- 5 november – Raymond Duchamp-Villon (död 1918), fransk skulptör.
- 17 november – August Sander (död 1964), tysk fotograf.
- 18 november – Olof Ahlberg (död 1956), svensk skulptör.
- 20 november – Edward Berggren (död 1961), svensk målare och grafiker.
- 5 december – Christian Kruse (död 1953), svensk konstnär.

## Avlidna
- 13 mars – Joseph von Führich (född 1800), österrikisk målare.
- 8 april – John Graham Lough (född 1798), engelsk skulptör.
- 15 augusti – John Frederick Lewis (född 1805), engelsk målare.
- 27 augusti – Eugène Fromentin (född 1820), fransk målare.
- 18 november – Narcisse Virgilio Diaz (född 1807), fransk målare.
- okänt datum – Robert Richard Scanlan (född 1801), irländsk målare.